# Flóra (Tizian)
Flóra je název obrazu benátského malíře období renesance Tiziana, namalovaného kolem roku 1515.
Tizian je autorem řady portrétních maleb, z nichž zvláštní skupinu tvoří obrazy mladých půvabných žen, kterými Tizian chce představit svůj ideál ženské krásy.
Obraz, který lze datovat asi rokem 1515, je jedním z nich. Patří mezi nejkrásnější díla z malířovy rané tvorby. Zcela zřetelně je zde patrný umělecký vliv Tiziánova předchůdce Giorgioneho.
Tiziánova Flóra je krásná mladá Benátčanka s výrazně klenutými tvary a jemným výrazem v obličeji. Je zřejmé, že umělec klade důraz na zachycení dokonalé krásy dívky, na její zlatavou pokožku, dlouhé plavé vlasy a čerstvé květiny v dlani. Tizian v póze dívky, rukou si přidržující odhalenou bílou halenku a růžový brokátový plášť, projevil svůj cit pro smyslnost.
Symbolické vyjádření kvetoucího ženství se stalo podnětným inspiračním zdrojem pro pozdější evropské i světové umění. Ve čtyřicátých letech 17. století bylo dílo zřejmě inspirací pro holandského umělce Rembrandta, když v podobném duchu zpodobňuje, i když ne tak spoře oděnou, svou manželku na obraze Saskia jako Flóra.
Obraz byl majetkem jistého Alfonse Lópeze a později rakouského arcivévody Leopolda Viléma Habsburského, velkého mecenáše umění. Do galerie Uffizi se dostal v roce 1793 výměnou z vídeňského uměleckohistorického muzea.
Na přelomu let 2015–2016 byl originál vystaven na výstavě na Pražském hradě.